# ムハンマド・イブン＝アブドゥッラーフ
ムハンマド・イブン＝アブドゥッラーフ（アラビア語: محمد بن عبد اللّه、アラビア語ラテン翻字: Muḥammad ibn `Abd Allāh, 570年頃 - 632年6月8日）は、アラブの宗教的、社会的、政治的指導者であり、イスラム教の預言者である。
イスラム教の教義によると、彼は預言者であり、アダム、アブラハム、モーセ、イエス、その他の預言者の一神教の教えを説き、確認するために遣わされた。

## 概要
ムハンマドはイスラム教のすべての主要な宗派において神の最終預言者と考えられていたが、現代の一部の宗派ではこの信念から外れているものもある。ムハンマドはアラビアを一つのイスラム教国家に統一し、コーランと彼の教えと実践がイスラム教の信仰の基礎となっている。
570年（象の年）頃にアラビアの都市メッカで生まれたムハンマドは、6歳の時に孤児となった。父方の祖父アブド・アル・ムッタリブの世話の下で育てられ、彼の死後は叔父のアブー＝ターリブに育てられた。後年、彼は定期的にヒラという名の山の洞窟に身を潜め、数日間の祈りの夜を過ごした。彼が40歳の時、ムハンマドは洞窟の中で瞑想中にジブリールの訪問を受け、神からの最初の啓示を受けたと報告していた。613年、ムハンマドはこれらの啓示を公に説き始め、「神は一つである」こと、神への完全な「服従」（イスラーム）が正しい生き方（ディーン）であること、そしてムハンマドはイスラム教の他の預言者と同様に、神の預言者であり、神の使者であることを宣言した。 
ムハンマドの信者は当初は数が少なく、メッカの多神教徒からの敵意にさらされていた。ムハンマドは615年に信奉者の一部をアビシニアに送り、訴追から身を守るために、622年にメッカからメディナ（当時はヤトリブと呼ばれていた）に移住した。この出来事、ヒジュラはイスラム暦の始まりであり、ヒジュラ暦としても知られている。メディナでは、ムハンマドはメディナ憲法の下で部族を統一した。629年12月、メッカの部族との8年間の断続的な戦いの後、ムハンマドは10,000人のイスラム教徒の改宗者からなる軍隊を集め、メッカの街へ進撃した。この征服ではほとんど争いは起きず、ムハンマドはほとんど流血することなく街を占領した。632年、別離の巡礼から戻って数ヶ月後、ムハンマドは病に倒れて死んだ。彼が亡くなった時には、アラビア半島のほとんどがイスラム教に改宗していた 。 
ムハンマドが死ぬまでに受けたとされる啓示（それぞれの啓示はアヤ（文字通り「神のしるし」）として知られている）は、イスラム教徒にとってはこの宗教の基礎となる「神の言葉」としてコーランの一節を構成している。コーランの他にも、ハディースやシラ（伝記）に記されているムハンマドの教えや実践（スンナ）もまた、イスラム法（シャリアを参照）の源として支持され、使用されていた。

## 名前と表記
フルネームはムハンマド・イブン＝アブドゥッラーフ・イブン＝アブドゥルムッタリブ（محمد بن عبد اللّه بن عبد المطّلب Muḥammad ibn `Abd Allāh ibn `Abd al-Muṭṭalib）であり、「アブドゥルムッタリブの息子アブドゥッラーフの息子ムハンマド」の意味。ムハンマド （محمد , Muḥammad）の意味は、アラビア語で「賞賛する」「称えられる」を意味する ḥ-m-d（ḥamada/ḥamida）の動詞第2形の受動分詞を語源とし、「称賛を受けた人」「称賛に値する人、誉め讃えられるべき人」。
ギリシア語資料では Μουαμεδ として表れる。
日本ではかつては西欧での表記（Mohammed, Mohamet, Mahomet など、ラテン語形 Machometus に由来）やトルコ語での表記（Mehmet, Muhammet）にしたがって、マホメットと呼ばれることが多かった。表記ゆれが多くムハマッド、ムハマド、モハメット、モハメド、メフメット、メフメト、メフメドなどとも表記される。近年では標準アラビア語（フスハー）の発音に近い「ムハンマド」と表記・発音がされる傾向がある。中東方面の著名人に多い名前でもあるため、区別のため「預言者ムハンマド」とする場合がある、。
第2音節の ح  ḥ は無声咽頭摩擦音であり、無声声門摩擦音である通常のhとは違うため、ラテン文字転写の場合正確には下に点のついた文字で表される（ラテン語で当該部分にchが使われているのもそのため）。

## 生涯

### 啓示

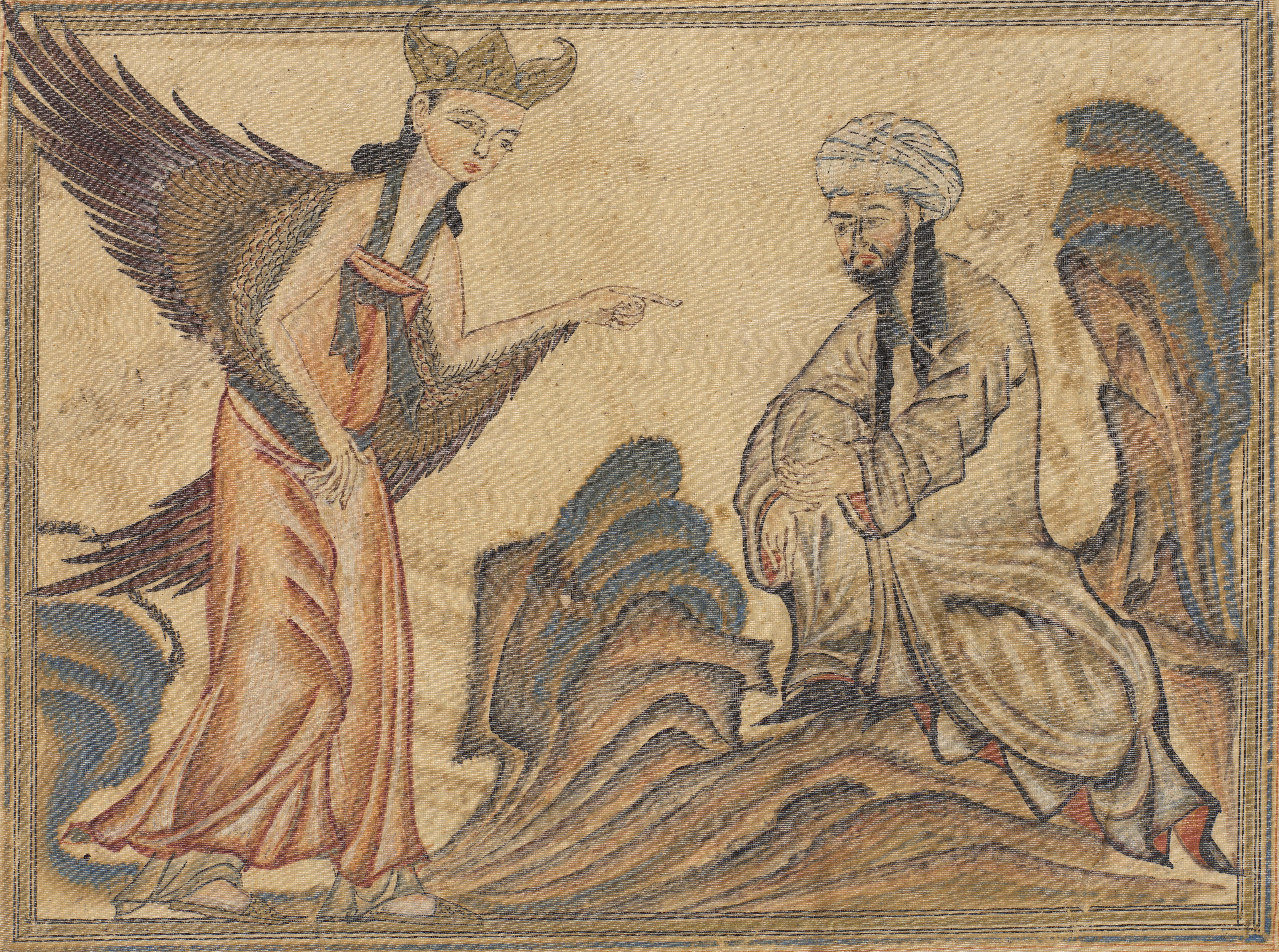
天使ジブリールから啓示を受けるムハンマド（14世紀,エディンバラ大学所蔵『集史』「預言者ムハンマド伝」載録の細密画）

ムハンマドは、アラビア半島の商業都市マッカ（メッカ）で、クライシュ族のハーシム家に生まれた。父アブド・アッラーフ（アブドゥッラーフ）は彼の誕生する数か月前に死に、母アーミナもムハンマドが幼い頃に没したため、ムハンマドは祖父アブドゥルムッタリブと叔父アブー・ターリブの庇護によって成長した。
成長後は、一族の者たちと同じように商人となり、シリアへの隊商交易に参加した。25歳の頃、富裕な女商人ハディージャに認められ、15歳年長の寡婦であった彼女と結婚した。ハディージャは、ムハンマド最愛の妻として知られる。ムハンマドはハディージャとの間に2男4女をもうけるが、男子は2人とも成人せずに夭折した。
610年8月10日、40歳ごろのある日、悩みを抱いてマッカ郊外のヒラー山の洞窟で瞑想にふけっていたムハンマドは、そこで大天使ジブリール（ガブリエル）に出会い、唯一神（アッラーフ）の啓示（のちにクルアーンにまとめられるもの）を受けたとされる。その後も啓示は次々と下されたと彼は主張し、預言者としての自覚に目覚めたムハンマドは、近親の者たちに彼に下ったと彼が主張する啓示の教え、すなわちイスラーム教を説き始めた。最初に入信したのは妻のハディージャで、従兄弟のアリーや友人のアブー・バクルがそれに続いた。
613年頃から、ムハンマドは公然とマッカの人々に教えを説き始めたが、最初はメッカの有力者であるクライシュ族の裕福な商人を含め、地元住民たちはムハンマドに反感らしき感情を持たなかった。しかし、ムハンマドがアッラー以外の神々に対して罵倒を始めたとき、クライシュ族の有職者はムハンマドの思想を危険思想だと受け止めた。というのも、クライシュ族はカーバ神殿を管理しており、巡礼者が落とすお金は生活基盤となっており、また結縁関係を重視した民族であるため、生活基盤をひっくり返す危険性、血縁関係を壊すようなムハンマドの教えは、一族の基盤を覆しかねないと危惧されたのだ。 アラビア人伝統の多神教の聖地でもあったマッカを支配する有力市民たちは、ムハンマドとその信徒（ムスリム）たちに商取引を禁じるなど経済的な激しい迫害を加え、窮地に追い込んでいった。伯父アブー・ターリブは、ハーシム家を代表してムハンマドを保護しつづけたが、619年頃亡くなり、同じ頃妻ハディージャが亡くなったので、ムハンマドはマッカでの布教に限界を感じるようになった。

### 聖遷
622年、ムハンマドは、ヤスリブ（のちのマディーナ（メディナ））の住民からアラブ部族間の調停者として招かれた。これをきっかけに、マッカで迫害されていたムスリムは、次々にヤスリブに移住した。マッカの有力者達は、ムハンマドがヤスリブで勢力を伸ばすことを恐れ、刺客を放って暗殺を試みた。これを察知したムハンマドは、甥のアリーの協力を得て、新月の夜にアブー・バクルと共にマッカを脱出した。マッカは追っ手を差し向けたが、ムハンマドらは10日ほどかけてヤスリブに無事に辿り着いた。この事件をヒジュラ（元来移住という意味だが聖遷や遷都と訳されることが多い）といいこの年はのちにヒジュラ暦元年と定められた。また、ヤスリブの名をマディーナ・アン＝ナビー(預言者の町、略称マディーナ)と改めた。
マディーナでは、マッカからの移住者（ムハージルーン）とヤスリブの入信者（アンサール）を結合し、ムハンマドを長とするイスラーム共同体（ウンマ）を結成した。

### 敵対者との戦争
ムハンマド率いるイスラーム共同体は、周辺のベドウィン（アラブ遊牧民）の諸部族と同盟を結んだり、ムハンマドに敵対するマッカの隊商交易を妨害したりしながら、急速に勢力を拡大した。こうして両者の間で睨み合いが続いたが、ある時、マディーナ側はマッカの大規模な隊商を発見し、これを襲撃しようとした。しかし、それは事前にマッカ側に察知され、それを阻止するために倍以上の部隊を繰り出すが、バドルの泉の近くで両者は激突、マディーナ側が勝利した。これをバドルの戦いと呼び、以後イスラム教徒はこれを記念し、この月（9月、ラマダーン月）に断食をするようになった。
翌年、バドルの戦いで多くの戦死者を出したマッカは、報復戦として大軍で再びマディーナに侵攻した。マディーナ軍は、戦闘前に離反者を出して不利な戦いを強いられ、マッカ軍の別働隊に後方に回り込まれて大敗し、ムハンマド自身も負傷した（ウフドの戦い）。これ以後、ムハンマドは、組織固めを強化し、マッカと通じていたユダヤ人らを追放した。
627年、マッカ軍と諸部族からなる1万人の大軍がムスリム勢力の殲滅を狙って侵攻してきた。このときムハンマドは、ウフドの戦いを教訓にサハーバの一人でありペルシア人技術者のサルマーン・アル＝ファーリスィーに命じて、マディーナの周囲に塹壕を掘らせた。それにより、敵軍の侵攻を妨害させ、また敵軍を分断し撤退させることに成功した。アラビア語で塹壕や防御陣地の掘のことをハンダクと呼ぶため、この戦いはハンダクの戦い（塹壕の戦い）と呼ばれる。マッカ軍を撃退したイスラム軍は、武装を解かず、そのままマッカと通じてマディーナのイスラーム共同体と敵対していたマディーナ東南部のユダヤ教徒、クライザ族の集落を1軍を派遣して包囲した。
628年、ムハンマドは、フダイビーヤの和議によってマッカと停戦した。この和議は当時の勢力差を反映してマディーナ側に不利なものであったが、ムスリムの地位は安定し以後の勢力拡大にとって有利なものとなった。この和議の後、先年マディーナから追放した同じくユダヤ教徒系のナディール部族の移住先ハイバルの二つの城塞に遠征を行い、再度の討伐によってこれを降伏させた。これにより、ナディール部族などの住民はそのまま居住が許されたものの、ハイバルのナツメヤシなどの耕地に対し、収穫量の半分を税として課した（ハイバル遠征）。これに伴い、ムスリムもこれらの土地の所有権が付与されたと伝えられ、このハイバル遠征がその後のイスラーム共同体における土地政策の嚆矢、征服地における戦後処理の一基準となった言われている。しかし、ユダヤ教徒側と結んだ降伏条件の内容や、ウマルの時代に彼らが追放された後ムスリムによる土地の分配過程については、様々に伝承されているものの詳細は不明な点が多い。この遠征の後、ファダク、ワーディー・アル＝クラー、タイマーといった周辺のユダヤ教徒系の諸部族は相次いでムハンマドに服従する事になった。自信を深めたムハンマドは、ビザンツ帝国やサーサーン朝など周辺諸国に親書を送り、イスラム教への改宗を勧め、積極的に外部へ出兵するなど対外的に強気の姿勢を示した。
630年にマッカとマディーナで小競り合いがあり停戦は破れたため、ムハンマドは1万の大軍を率いてマッカに侵攻した。予想以上の勢力となっていたムスリム軍に、マッカは戦わずして降伏した。ムハンマドは、敵対してきた者達に当時としては極めて寛大な姿勢で臨み、ほぼ全員が許された。しかし、数名の多神教徒は処刑された。カアバ神殿に祭られる360体の神像・聖像はムハンマド自らの手で破壊された。

### 晩年

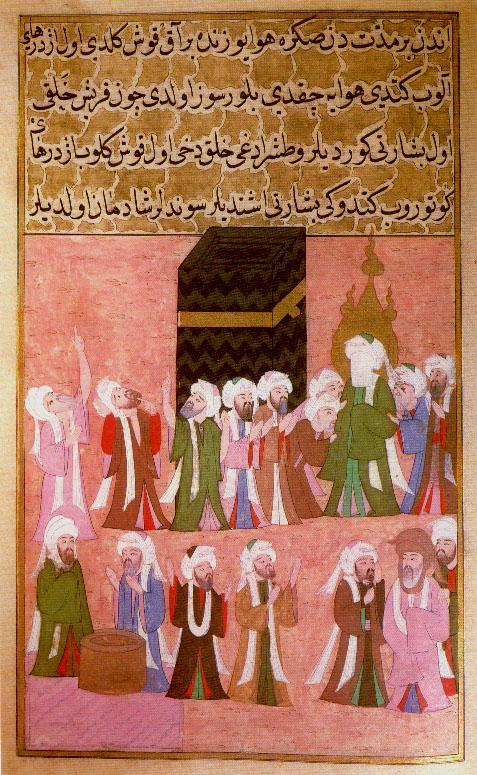
マッカを巡礼するムハンマド一行

ムハンマドは、マッカをイスラム教の聖地と定め、異教徒を追放した。ムハンマド自身は、その後もマディーナに住み、イスラーム共同体の確立に努めた。さらに、1万2000もの大軍を派遣して、敵対的な態度を取るハワーズィン、サキーフ両部族を平定した。以後、アラビアの大半の部族からイスラム教への改宗の使者が訪れアラビア半島はイスラム教によって統一された。
また東ローマ帝国への大規模な遠征もおこなわれたが失敗した。
632年、マッカへの大巡礼（ハッジ）をおこなった。このとき、ムハンマド自らの指導により五行(信仰告白、礼拝、断食、喜捨、巡礼)が定められた。大巡礼を終えてまもなく、ムハンマドの体調は急速に悪化した。ムハンマドは、アラビア半島から異教徒を追放するように、また自分の死後もクルアーンに従うようにと遺言し、マディーナの自宅で没し、この地に葬られた。彼の自宅跡と墓の場所は、マディーナの預言者のモスクになっている。

## 家族と子孫
伝承によるとムハンマドが25歳のとき、15歳年長とされる福家の寡婦ハディージャと最初の結婚をしたと伝えられる。スンナ派などの伝承によれば、ムハンマドが最初の啓示を受けた時、その言葉を聞いて彼女が最初のムスリムになったと伝えられている。彼女の死後、イスラーム共同体が拡大するにつれ、共同体内外のムスリムや他のアラブ諸部族の有力者から妻を娶っており、そのうち、アブー・バクルの娘アーイシャが最年少（結婚当時9歳）かつ（スンナ派では）最愛の妻として知られる。最初の妻ハディージャの死後、ムハンマドはイスラーム共同体の有力者の間の結束を強めるため多くの夫人を持ったが、アーイシャ以外はみな寡婦や離婚経験者である。これは、マディーナ時代は戦死者が続出し寡婦が多く出たためこの救済措置として寡婦との再婚が推奨されていた事が伝えられており、ムハンマドもこれを自ら率先したものとの説もある。なお、ムハンマドと結婚し妻になった順番としては、ハディージャ、寡婦サウダ・ビント・ザムア、アーイシャ、ウマルの長女ハフサの順であったと伝えられ、他にマッカの指導者でムハンマドと敵対していたアブー・スフヤーンの娘ウンム・ハビーバ（したがってウマイヤ朝の始祖ムアーウィヤらの姉妹にあたる）がハンダクの戦いの後、629年にムスリムとなってムハンマドのもとへ嫁いでいる。
ムハンマドは生涯で7人の子供を得たと伝えられ、うち6人は賢妻として知られるハディージャとの間に生まれている。男子のカースィムとアブドゥッラーフは早逝したが、ザイナブ、ルカイヤ、ウンム・クルスーム、ファーティマの4人の娘がいた。このうち、ルカイヤ、ウンム・クルスームの両人はウスマーンに嫁いでいる（ムハンマドの娘二人を妻としていたため、ウスマーンはズンヌーライン ذو النورين Dhū al-Nūrain 『ふたつの光の持ち主』と呼ばれた）。末娘ファーティマはムハンマドの従兄弟であるアリーと結婚し、ハサン、フサインの2人の孫が生まれた。最後の子供は晩年にエジプトのコプト人奴隷マーリヤとの間に儲けた3男イブラーヒームであるが、これも二歳にならずに亡くなっており、他の子女たちもファーティマ以外は全員ムハンマド在世中に亡くなっている。
ムハンマドは上記のとおり男児に恵まれなかったため、娘婿で従兄弟のアリーがムハンマド家の後継者となった。ムハンマドは在世中、自身の家族について問われたとき、最愛の妻であるハディージャとの間の娘ファーティマとその夫アリー、二人の間の息子ハサンとフサインを挙げ、彼らこそ自分の家族であると述べている。またほかの妻の前で何回もハディージャを最高の女性であったと述べていた。そのためほかの妻、とりわけアーイシャはこのようなムハンマドの姿勢を苦々しく思っており、後にアーイシャがアリー家と対立する一因となる。
ムハンマドの血筋は、外孫のハサンとフサインを通じて現在まで数多くの家系に分かれて存続しており、サイイドやシャリーフの称号などで呼ばれている。サイイドはイスラム世界において非常に敬意を払われており、スーフィー（イスラーム神秘主義者）やイスラーム法学者のような、民衆の尊敬を受ける社会的地位にあるサイイドも多い。現代の例で言うと、イラン革命の指導者のホメイニと元イラン大統領モハンマド・ハータミー、イラク・カーズィマインの名門ムハンマド・バキール・サドルやその遠縁にあたるムクタダー・サドル、ヨルダンのハーシム家やモロッコのアラウィー朝といった王家もサイイドの家系である。

### 系図
|  |  |  |  |  |  |                  |                  |                  |                  |                  |                  | アブドゥルムッタリブ |  |  |  |  |  |                  |                  |                  |                  |                  |                  |  |  |              |              |              |              |              |              |  |  |          |          |          |          |          |          |  |  |  |  |  |  |  |  |  |  |  |  |
|  |  |  |  |  |  |                  |                  |                  |                  |                  |                  |                      |  |  |  |  |  |                  |                  |                  |                  |                  |                  |  |  |              |              |              |              |              |              |  |  |          |          |          |          |          |          |  |  |  |  |  |  |  |  |  |  |  |  |
|  |  |  |  |  |  |                  |                  |                  |                  |                  |                  |                      |  |  |  |  |  |                  |                  |                  |                  |                  |                  |  |  |              |              |              |              |              |              |  |  |          |          |          |          |          |          |  |  |  |  |  |  |  |  |  |  |  |  |
|  |  |  |  |  |  | アブドゥッラーフ | アブドゥッラーフ | アブドゥッラーフ | アブドゥッラーフ | アブドゥッラーフ | アブドゥッラーフ |                      |  |  |  |  |  | アブー・ターリブ | アブー・ターリブ | アブー・ターリブ | アブー・ターリブ | アブー・ターリブ | アブー・ターリブ |  |  |              |              |              |              |              |              |  |  |          |          |          |          |          |          |  |  |  |  |  |  |  |  |  |  |  |  |
|  |  |  |  |  |  | アブドゥッラーフ | アブドゥッラーフ | アブドゥッラーフ | アブドゥッラーフ | アブドゥッラーフ | アブドゥッラーフ |                      |  |  |  |  |  | アブー・ターリブ | アブー・ターリブ | アブー・ターリブ | アブー・ターリブ | アブー・ターリブ | アブー・ターリブ |  |  |              |              |              |              |              |              |  |  |          |          |          |          |          |          |  |  |  |  |  |  |  |  |  |  |  |  |
|  |  |  |  |  |  |                  |                  |                  |                  |                  |                  |                      |  |  |  |  |  |                  |                  |                  |                  |                  |                  |  |  |              |              |              |              |              |              |  |  |          |          |          |          |          |          |  |  |  |  |  |  |  |  |  |  |  |  |
|  |  |  |  |  |  | ムハンマド       | ムハンマド       | ムハンマド       | ムハンマド       | ムハンマド       | ムハンマド       |                      |  |  |  |  |  | アリー           | アリー           | アリー           | アリー           | アリー           | アリー           |  |  | ジャアファル | ジャアファル | ジャアファル | ジャアファル | ジャアファル | ジャアファル |  |  | アキール | アキール | アキール | アキール | アキール | アキール |  |  |  |  |  |  |  |  |  |  |  |  |
|  |  |  |  |  |  | ムハンマド       | ムハンマド       | ムハンマド       | ムハンマド       | ムハンマド       | ムハンマド       |                      |  |  |  |  |  | アリー           | アリー           | アリー           | アリー           | アリー           | アリー           |  |  | ジャアファル | ジャアファル | ジャアファル | ジャアファル | ジャアファル | ジャアファル |  |  | アキール | アキール | アキール | アキール | アキール | アキール |  |  |  |  |  |  |  |  |  |  |  |  |
|  |  |  |  |  |  | ファーティマ     |                  |                  |                  |                  |                  |                      |  |  |  |  |  |                  |                  |                  |                  |                  |                  |  |  |              |              |              |              |              |              |  |  |          |          |          |          |          |          |  |  |  |  |  |  |  |  |  |  |  |  |
|  |  |  |  |  |  |                  |                  |                  |                  |                  |                  |                      |  |  |  |  |  |                  |                  |                  |                  |                  |                  |  |  |              |              |              |              |              |              |  |  |          |          |          |          |          |          |  |  |  |  |  |  |  |  |  |  |  |  |
|  |  |  |  |  |  |                  |                  |                  |                  |                  |                  |                      |  |  |  |  |  |                  |                  |                  |                  |                  |                  |  |  |              |              |              |              |              |              |  |  |          |          |          |          |          |          |  |  |  |  |  |  |  |  |  |  |  |  |
|  |  |  |  |  |  |                  |                  |                  |                  |                  |                  |                      |  |  |  |  |  |                  |                  |                  |                  |                  |                  |  |  |              |              |              |              |              |              |  |  |          |          |          |          |          |          |  |  |  |  |  |  |  |  |  |  |  |  |
|  |  |  |  |  |  | ハサン           | ハサン           | ハサン           | ハサン           | ハサン           | ハサン           |                      |  |  |  |  |  | フサイン         | フサイン         | フサイン         | フサイン         | フサイン         | フサイン         |  |  |              |              |              |              |              |              |  |  |          |          |          |          |          |          |  |  |  |  |  |  |  |  |  |  |  |  |

## 諸宗教におけるムハンマドの評価

### イスラームにおけるムハンマド

#### イスラム教の公式教義におけるムハンマド
イスラム教の教義においては、ムハンマドは唯一神（アッラーフ）からイスラム共同体に対して遣わされた「神の使徒」とされ、最後にして最大の預言者と位置づけられている。「ムハンマドは神の使徒である」という宣誓は、シャハーダ（信仰告白）として、信徒の義務に位置付けられる。
ムハンマド自身は、自らを「預言者の封印」と称したが、それがどのような文脈で語られているかは、たびたび見逃されている。特にイスラム教徒は、その意味内容を拡大解釈する傾向がある。クルアーン「部族連合」（クルアーン33:40）において、この「預言者の封印」という言葉が登場するが、この箇所は、一般信者と預言者ムハンマドとを区別することがその主旨であり、他の預言者たちよりムハンマドが優れているということは一切言われていない。
このように「最後の預言者」は、もともと「最大の預言者」とは全く別の概念であった。これが現在のように「最後にして最大」と一体化するには、歴史の中ではかなりの変遷がみられる。クルアーン「砂丘」（クルアーン46:8(9)）では、大天使ガブリエルが、「古今未曾有の使徒」であることをムハンマドに否定させている。さらに第二聖典ハディースにおいても、「旧約の預言者であるモーセやヨナよりも、私のことを優れた預言者であると言ってはならない」というムハンマド自身による戒めが何箇所かある。形式的にはこれは現在のイスラムの信仰告白にも残されている。イスラム教徒へ改宗する際の信仰告白は「ムハンマドは預言者」であり、ムハンマドの預言者としてのスケールは告白しない。
第二聖典ハディースでは、ムハンマドの権威と偉大さを強調する文章が少なくない。
「預言者ムハンマドは完全であり、最大の預言者である」との考えがされるようになっていった。
スンナ派では、彼に使わされた啓示を集成したクルアーンによってのみ、人々は正しい神の教えを知ることができると考える。最良の預言者であるムハンマドの言行（スンナ）には神の意志が反映されているから、その伝承の記録（ハディース）も神の意思を窺い知る手がかりとして用いることができるとされる。

#### ムスリムの民間信仰におけるムハンマド
ムスリムの民衆にもムハンマドは非常に敬愛され、一種の聖者と見られている。ヒジュラ暦でムハンマドの誕生日とされるラビー・アル＝アウワル月の12日は、預言者生誕祭として大々的に祝われる。
ムスリムの聖者崇拝においては聖者を神の特別の恩寵を与えられた者と考え、聖者に近づくことで神の恩寵の余燼をこうむることが期待されるが、なかでもムハンマドは神に対して必ず聞き届けられる特別な請願をする権利を与えられていると考えられており、人々は宗教的な罪の許しをムハンマドに請えば、終末の日における神の裁きでも、ムハンマドのとりなしを受けることができると信じられている。かつてはマッカ、マディーナなどのムハンマドの生涯にゆかりの場所は最高の聖者としてのムハンマドに近づくための聖地のようになっていたが、聖者崇拝のような民間信仰をイスラームの教えから逸脱した行為とみる厳格なワッハーブ派を奉じるサウジアラビアが当地を支配する現在では、聖者崇拝的要素は廃されている。

#### イスラーム神秘主義におけるムハンマド
内面を重んじるイスラーム神秘主義（スーフィズム）の流れにおいては、ムハンマドは「ムハンマドの光（ヌール・ムハンマディー）」と呼ばれる、神によって人類が創造される以前から存在した「光」として、神にまず最初に創造された被造物を受け継いで人間として生まれ出でたのだ、と観念された。
このようなムハンマド観は、イブン＝アラビーの系統を引く神秘主義思想によって、ムハンマドという存在は、人間としてこの世に生まれた普通の「人間としてのムハンマド」と、それ以前から存在していた「『真理』あるいは『宇宙の潜在原理』としてのムハンマド」、すなわち「ムハンマドの本質（ハキーカ・ムハンマディーヤ、ムハンマド的真実在）」とに分かれていたのだと見なされるようになった。このようなムハンマド観には仏教における仏身論との類似が指摘できる。
また、スーフィズムでは神との合一（ファナー）を成し遂げたスーフィーの聖人たちは、師資相承されてきたムハンマドの本質性、精神を継承する者として捉えられる。この点でイスラーム神秘主義におけるムハンマドは禅における釈迦如来の位置付けに似ている。

### キリスト教圏におけるムハンマド
カトリック、プロテスタント、英国国教会、正教会の違いこそあれ、キリスト教圏では、ムハンマドは「新たな契約を結んだイエスの後に、余計なものを付け加えた者」と映ることが多かった。そのため、古来よりイスラム教に対して敵愾心を持つことも多々あった。その最も端的な例が、ビザンツ帝国への初期イスラームの侵攻による征服以後、イスラム教徒の支配下にあった、聖地エルサレムをキリスト教支配下に再征服する目的で編成された十字軍といえる。
イスラームについての正確な知識が乏しかった中世ヨーロッパにおいては、ムハンマドはサラセン人の信仰する神々のうちの一柱であるとも考えられていた。たとえばフランスの武勲詩『ローランの歌』においてマフム(Mahum, Mahumet)はテルヴァガン(Tervagan、語義未詳)およびアポリン(Apollin、アポロンが語源)とともにサラセン人多神教の主要三神であると歌われている。また、南ドイツの伝説的英雄ディートリヒ・フォン・ベルンは悪霊マフメット(Machmet)の子供であるという伝説も流布していた。フランソワ・ラブレーの『パンタグリュエル』では、マホン(Mahon)が悪魔のうちの一人として現れている。
またムハンマドは反キリストであるという説もあった。9世紀アンダルスのアルヴァルスはダニエル書7章23節から25節の『第四の獣は地上の第四の王国であろう。これはすべての国よりも大きく、全世界を併合し、これを踏みつけ、かつ打ち砕く。十の角はこの国から起こる十人の王である。その後に又一人の王が起こる。彼は先のものよりも強大であり、かつ、三人の王を倒す。彼は、いと高きものに敵して言葉を出し、かつ、いと高きものの聖徒を押しつぶす。彼は又時と律法とを変えることが出来ると考え、聖徒はひと時と、ふた時と、半時の間、彼の手に渡されるであろう。』というくだりに出てくる『十一番目の王』をムハンマドと解釈した。
文学の世界でも1980年代末にイギリスの作家サルマン・ラシュディが、ムハンマドをスキャンダラスに描写した『悪魔の詩』を発表して、イランの最高指導者アーヤトッラー・ルーホッラー・ホメイニーのファトワーにより死刑宣告を受け、世界に衝撃を与えたことがあった。

### ユダヤ教におけるムハンマド
ユダヤ教では、イエス同様ユダヤ教の内容を歪曲した新宗教を作り上げた人間とされている。

### バハイ教におけるムハンマド
バハイ教ではムハンマドを預言者の一人として崇敬している。しかし彼らが従うのはバーブおよびバハーウッラーの教えである。

### シーク教におけるムハンマド
シーク教においてもムハンマドは預言者、聖者として高い尊敬を受けている。

## 政治家としてのムハンマド
ムハンマドは世俗的な意味においても世界史を塗り替えた人物である。アラビア半島を統一してイスラーム帝国の礎を築いた。死後に築かれた巨大な世界帝国には遥か及ばないものの、その初期段階としての国家組織と軍隊を生前に確立しており、世界宗教の創始者としてはこれも他に例がない。ムハンマドは生涯26回も自ら信徒を率いて戦い、多くの戦いで先手を取り、ときには策略を用いて、何度も不利な戦闘で勝利するなどすぐれた軍事的指導者でもあった。また情勢を客観的に分析することができ外交も得意であった。統治者としてのムハンマドは勇敢で英知ある行動をとることも少なくなかった。

### 対異教徒政策
イスラムのアラビア制覇は征服によるものばかりではなく、他部族への宣教、懐柔によるところも大きい。イスラーム教徒はもちろん、多くの非ムスリムもムハンマドを当時としてはたいへん寛容な人物であったとしており、クルアーンの初期の啓示からもそのことが確認できる。
マッカとの交戦時代にはマディーナ憲章で互いの信仰が保証されていたにもかかわらず、アラブのユダヤ教徒との宗教的・政治的対立に悩まされ続けた。特にマディーナへの移住以降、外来の自身とムスリムたちのマディーナでの地位向上を巡って内外の勢力との対立を深め、ユダヤ教徒であるカイヌカー族（Banu Qaynuqa）などはマッカ側と内通するなどしていた。624年4月、ひとりのムスリムとカイヌカー族のある男性との殺人事件をきっかけに武力対立が顕在化し、ついに同族の砦を包囲陥落。かれらはメディナから追放された。これを機に、キブラの方向はエルサレムからマッカに変更された。
異教徒に対する態度についていえば、自発的な改宗を期待し、ズィンミーを払うことを条件に他教を認めて寛容であった。アラビア半島からユダヤ教徒が完全に追放されたのはウマルの治世である。

### 人種差別の否定
ムハンマドは最期の説教で「アラブ人は非アラブ人に優越せず、非アラブ人はアラブ人に優越しない。白人は黒人に優越せず、黒人は白人に優越しない。人はただ正しさによってのみ優越する」と言っている。

## ムハンマドと女性
イスラーム共同体（ウンマ）がヒジュラとマッカ征服によって急速に勢力を拡大すると、抗争をくり返していたアラビア半島のアラブ諸部族は共同体の首長であるムハンマドの政治交渉における誠実さを見込み、彼と同盟関係を結ぶなどした。この過程でムハンマドは共同体内部の有力家系の婦女の他に、征服した勢力や同盟・帰順関係を結んでいたアラブ諸部族などからも妻を迎えることとなった。ムハンマドの女性観、女性関係はムハンマドが非ムスリムを中心として批判される原因ともなった。
ただし預言者ムハンマドが複数の未亡人を妻として迎え入れたことについて、クルアーンは『戦争により夫を亡くした女性の地位を守るため』と記述している。12人目を迎え入れた際、神からの啓示が下され、迎え入れた女性に対し平等に接するため、妻は4人までと定められたとクルアーンには記されている。

### ムハンマドの妻一覧
1. ハディージャ・ビント・フワイリド
2. サウダ・ビント・ザムア（アラビア語版、英語版）
3. アーイシャ・ビント・アブー・バクル
  - アブー・バクルの娘
4. ハフサ・ビント・ウマル（アラビア語版、英語版）
  - ウマル・イブン＝ハッターブの娘
5. ザイナブ・ビント・フザイマ（アラビア語版、英語版）
6. ウンム・サラマ（アラビア語版、英語版）
7. ザイナブ・ビント・ジャフシュ
8. ジャワイリーヤ・ビント・ハーリス（アラビア語版、英語版）
9. ウンム・ハビーバ・ラムラ・ビント・アビー＝スフヤーン（アラビア語版、英語版）
  - アブー・スフヤーン（アラビア語版、英語版）の娘でムアーウィヤの姉妹
10. サフィーヤ・ビント・フヤイイ（アラビア語版、英語版）
  - ハイバル出身
11. マイムーナ・ビント・アル＝ハーリス（アラビア語版、英語版）
12. マーリーヤ・アル＝キブティーヤ・ビント・シャムウーン（アラビア語版、英語版）
  - コプトのマリア。ムハンマドの末子イブラーヒーム（アラビア語版、英語版）の母。エジプト出身のコプト教徒の娘。エジプト総督ムカウキスに仕えた侍女のひとりで、姉妹のシーリーンらとともにムカウキスからの貢物としてマディーナへ送られたひとり。生涯コプト教徒として過ごしたため、また他のムハンマドの妻たちのようにムハンマドの家に住まず「信徒の母」とも呼ばれなかった。ムハンマドの家から程近い私邸に住まったといい、ムハンマドの死の5年後に没したと伝えられる。

### ムハンマドに遡る結婚規定について
イスラーム法の法源であるクルアーン、およびハディースでは結婚に関する規定やムハンマドに由来する逸話がいくつか存在する。クルアーンによれば、男性には娶って良い女性と娶ってはならない女性があることが述べられている。
「汝らに娶ってはならぬ相手として、自分の母、娘、姉妹、父方のおばと母方のおば、兄弟の娘と姉妹の娘（ともに姪）、授乳した乳母、同乳の姉妹、妻の母、汝らが肉体的交渉をもった妻が以前に生んで連れて来た養女（継娘）、今汝らが後見している者、未だ肉体的交渉をしていないならばその連れ子を妻にしても罪はない。および汝らが生んだ息子の妻、また同時に二人の姉妹を娶ること（も禁じられる）。過ぎ去った昔のことは問わないが。アッラーフは寛容にして慈悲深くあられる。」（クルアーン第4章23節）
ハディースが伝えるところによると、ムハンマドの妻のひとりでアブー・スフヤーンの娘ウンム・ハビーバからの伝承として、彼女が自分の妹もムハンマドの妻として迎えて欲しいと願い出たが、妻の姉妹とは結婚出来ないので「私には許されない」と答えて断った。そこで彼女は、アブー・サラマの娘ドッラをムハンマドが妻として欲しているという噂を聞いたので、ドッラとも結婚してはどうかと尋ねたが、ムハンマドはアブー・サラマとは彼の母スワイバの乳でともに育った自分の乳兄弟であり、その娘を娶る事は乳兄弟の娘を娶る事になり、これも自分には許されないと反論して断り、「ともかく、あなた方の娘や姉妹たちを私に勧めてはいけない」と諭したという。同様の例が他にもあり、ムハンマドの叔父ハムザ・ブン・アブド・アル＝ムッタリブの娘と結婚しないのかと人から尋ねられた時、ムハンマドは「彼女は私の乳兄弟の娘だから」と言ってこれを否定している。
また、本人の許諾無しに強制的に女性が親族たちよって結婚させられることは無効とされた伝承もある。例えばハンサーウ・ビント・ヒザームという女性は離婚したものの彼女の父親によって無理矢理再婚させられ、これをムハンマドに訴え出た時、ムハンマドはこの結婚を無効としたという（ただし、実際に歴史上でこれらの子女が望まない結婚を強制された場合、どれだけ無効と出来たかは裁判記録などの精査を要する）。

### ザイナブ・ビント・ジャフシュとの結婚に関して
ムハンマドの養子であったザイド・イブン・ハーリサの妻ザイナブ・ビント・ジャフシュはムハンマドの従姉妹にあたりごく初期に改宗したひとりである。ヒジュラに同行してマディーナへ移住したが、ザイドとザイナブはこの時結婚生活が上手くいっていなかったようで、ザイドの家に訪れた時に何度もムハンマドに、離婚したいとの相談をした。しかしムハンマドは夫婦の仲を取りもち離婚を許さず、「アッラーフを畏れ、妻をあなたの許に留めなさい」とたしなめて離婚を抑えるようにしたが、ザイドは、高貴な一族の出身であるザイナブが、もともと奴隷の身分であった自分を夫として認めることが難しいことに悩み、夫婦仲は難しくなるばかりだった。修復不可能な夫婦関係を解消するために、ザイドは、ザイナブとの離婚手続きを済ませた。しかし自分との離婚後、身分の高いザイナブの処遇が心配された。当時の慣習では養子であっても息子の妻を父が娶ることを禁止されていたが、イスラームにおいては、養子が実子を名乗ることは禁止され、血がつながっていない養子の妻は離婚後であれば、父親が娶ることは問題がないとしたクルアーンの見解を、預言者自らが実際に実現し、慣習を払拭するために、クルアーン第33章37節の啓示により、「養子は本当の親子と同じものではない」、「養子の妻は養子が彼女を離婚した後は自分の妻としても問題はない」クルアーン第33章37節「アッラーフの恩恵を授かり、またあなたが親切を尽くした者に、こう言った時を思え。『妻をあなたの許に留め、アッラーフを畏れなさい。』だがあなたは、アッラーフが暴露しようとされた、自分の胸の中に隠していたことを恐れていた。寧ろ（むしろ）あなたは、アッラーフを畏れるのが本当であった。それでザイドが、かの女に就いて必要なことを済ませ（離別し）たので、われはあなたをかの女と結婚させた。（これからは）信者が、必要な離婚手続きを完了した時は、自分の養子の妻でも、（結婚にも）差し支えないことにした。アッラーフの命令は完遂しなければならない。」と明示された。高貴なザイナブは離婚後、その身を案ずることなく、ムハンマドの妻という最高の処遇を与えられ、627年に妻となった。ちなみに、このザイナブ・ビント・ジャフシュは結婚の後、預言者ムハンマドの寵愛を巡ってアーイシャと競った事で有名だが、上記の啓示の事を引き合いにして結婚式の当日「あなた方を嫁がせたのはあなた方の親達ですけれど、わたしをめあわせたのは七つの天の彼方にいますアッラーフに他なりません」と言ってムハンマドの他の妻達に誇ったと伝えられる。ブハーリーの『真正集』「神の唯一性の書」第22節3項および4項など。

### アーイシャとの婚姻をめぐる議論
ハディースなどの伝承によると、最初の妻ハディージャが没した後、ムハンマドはヒジュラ後のメディナ居住時代に寡婦サウダとアブー・バクルの娘アーイシャと結婚している。ムハンマドの妻たちの多くは結婚経験がある者がほとんどで、ハディースなどの記録による限り結婚時に処女だったのはアーイシャのみであり、特に当時のアラブ社会でも（現在でも中東や東欧など第三世界でもそうだが）他の地域と同じく、良家の子女にとって婚姻以前の「処女性」は非常に重要視されており、アーイシャの場合も処女で婚儀を結んだことがムスリムの女性の模範のひとつとして重要視されている。
ただ、当時の習慣により、このムハンマドの最愛の妻と呼ばれたアーイシャは、結婚時9歳であり、対してムハンマドは50歳代に達していた。そのため反イスラーム主義者の一部はこれを口実に『ムハンマドは9歳の女の子とセックス（性行為）を行ったのではないか?』とムハンマドを攻撃する姿勢を見せている。
これに対して、前近代の人類社会では有力家系の子女が10歳前後で結婚することはありふれており、このこと自体は歴史的事実として確認されている、という反論がある。類例の場合は、結婚が成立してもおおよそ初潮後の適齢になるまでセックスは行わないのが通例であった。ムハンマドのケースにおいても、インドのイスラーム学者マウラナ・ムハンマド・アリーはアーイシャがムハンマドと初夜を迎えた年齢は15歳であったと主張している

### 一夫多妻に関しての議論
ムハンマドらが生きて居た当時、一定以上の財産・地位を持つ自由民男性は通常複数の女性と結婚し、当然ながら子孫を得るため彼女らとセックス・性行為を行った。これはムハンマドも同様であった。
この事自体は（現代ならばともかく）その当時の人類社会における富裕層・支配層では極当たり前の習慣であり、前近代の社会においては一般的で過度に強調するべきことではないともいえる。しかしながら、一夫多妻が女性への人権侵害であるという考えも近現代では強く、かつムハンマドの事績は現代でも規範性を有しているため、論争になっている。ただし、当然のことだがこの家族形態（一夫多妻）が前近代の社会で一定程度見られたことを事実として認めることと、この家族形態が当時さらには現代社会においても倫理的に正当性を有するとみなしこれを倫理的に是認するか否かと論じることは、また別の問題である。

### セックスに対する認識
ムスリムの真正集によれば、ムハンマドはある日女性を見て、その足ですぐ家に戻り妻の一人ザイナブのところに行った。その後教友（サハーバ）達の所に赴き、女性を見て彼女に欲情した時はすぐに妻のところに赴き性交することで情欲を抑えるように説教したとされる。

### 女性捕虜の取り扱い
歴史上、当時の戦争の習慣において、当然のことであった女性捕虜の扱いは、前近代において、イスラーム共同体と非ムスリム世界との戦争によって発生した女性の捕虜に対しても存在した。このことについて、ブハーリーのハディース集「真正集」には、ムハンマド在世中のヤマン遠征において既にこのような事例が存在したことが記されている。
ただしクルアーンによれば、捕虜であっても非ムスリムと婚姻を結んだり、性交におよぶことは禁止されている。

## ムハンマドと奴隷解放
ムハンマドは当時の有力者と同じく奴隷を所有したが、その取り扱いは当時の基準に照らせばかなり寛容なもので、奴隷解放を勧めていたとされる。クルアーンとハディースでは奴隷の所有それ自体は禁じられていないが、なるべく奴隷を解放することに徳を見出し、奴隷に対しても自分が食べるものを食べさせ、自分が着るものを着せ、無理な仕事をさせず大切に扱うべきだと説かれている。ムハンマドとアブー・バクルにより粗暴な主人のもとから解放された黒人奴隷ビラールは、初期のムスリムの一人である。

## ムハンマドと識字
ムハンマドは字が書けず、読むこともできない文盲であった。このことに関する伝承は数多く存在する。しかし、非ムスリムの間で異論を唱える学者もいる。

## ムハンマドの絵画描写
イスラームにおける偶像崇拝（ここでは、アッラーフ以外のものをあがめること）禁止の教義から、イスラーム世界では絵画や彫刻などの視覚芸術の発達にブレーキがかかった。とりわけ人物画は偶像崇拝につながりやすいとして回避されてきた。あえて描写する場合は「預言者になる前のムハンマド」などとして禁忌を回避する傾向が見られる。
しかし、これも地域差が非常に大きく、地域・時代によっては人物画を含めた絵画や彫刻が盛んに作られた場合もあり、預言者ムハンマドの肖像画も少なからず描かれた。ムハンマドの肖像画には「顔が隠されているもの」と「隠されていないもの」の両方が存在している。
このことは現代の日本でも配慮されていることがある。例えば集英社の学習漫画「世界の歴史」第6巻「マホメットとイスラムの国ぐに」（1986年刊行）では、ムハンマド（マホメットと表記）の顔は黒塗りで隠されたり逆光や後ろ姿・顔部分をカットする技法を活かして読者が閲覧して不自然にならない描写にしている。欄外には「イスラム教徒の中に、神や預言者の顔を描いてはいけないという教えがあるため、マホメットの顔を描いていない」旨の注記がある。しかし、同じシリーズで先に刊行された「世界の歴史人物辞典」（全1巻、1984年行）ではムハンマド（マホメット表記）の顔は他の人物と同じように描かれているが、改訂された2002年版では黒塗りで書き直されている。学研の学習漫画「学研まんが 世界の歴史」はシリーズ刊行当初（1992年）、第7巻が「イスラム帝国と預言者マホメット」として表紙はじめ各所でムハンマドの顔が描かれていたが、1995年になって7巻がそのまま別の主題（「西ヨーロッパの成立とカール大帝」）に差し替えられる形で旧版は絶版となった。他の歴史漫画でも、ムハンマドの顔を描かないように配慮したものもある。

## ムハンマドを描いた映画
- ザ・メッセージ（アラビア語版）（1976年、アメリカ・モロッコ・リビア・サウジアラビア・クウェート合作、ムスタファ・アッカド監督）
- 預言者ムハンマド（ペルシア語版）（2015年、イラン、マジッド・マジディ監督）

これらの映画についても、偶像崇拝を避けるためムハンマドを映さない演出が取られており、前者はムハンマド自身が見ている風景をスクリーンに映すという手法が取られている。後者はムハンマドその物は登場するものの、顔は映されず役者名も明かされていない。